# Love Boogie
Love Boogie är en svensk film från 2002 i regi av Lena Koppel. I rollerna ses bland andra Nadine Kirschon, Philip Panov och Annika Eriksson.

## Rollista
- Nadine Kirschon – Hanna
- Philip Panov – Jacob
- Annika Eriksson – Vera
- Peter Sjöberg	– Ville
- Lovisa Onnermark – Malin
- Leo Magnusson	– Richard
- Billy Hugosson – Oscar
- Marika Lagercrantz – Jacobs mamma
- Per-Gunnar Hylén – Hannas pappa

## Om filmen
Inspelningen ägde rum i Sverige mellan den 25 juni och 13 juli 2001. Filmen producerades av Roland Skogfeldt och spelades in med Kjell S. Koppel som fotograf efter ett manus av Mårten Skogman och Lena Koppel. Musiken komponerades av Rikke Lind och filmen klipptes av Erik Jägberg. Den utkom på video i mars 2002 och visades 2003 av Sveriges Television, då som en TV-serie i två trettiominutersavsnitt.